# NGC 3370
NGC 3370 este o galaxie spirală situată în constelația Leul. A fost descoperită în 21 martie 1784 de către William Herschel. Se află la o distanță de 26,18 de megaparseci de Pământ.